# Deltona
Deltona är en stad (city) i Volusia County, i delstaten Florida, USA. Enligt United States Census Bureau har staden en folkmängd på 85 219 invånare (2011) och en landarea på 97,2 km².